# Marcelo de Faria
Edson Marcelo de Faria Manfron ou Marcelo de Faria (Almirante Tamandaré, 8 de fevereiro de 1979), é um ex-futebolista brasileiro que atuava como atacante. Após a aposentadoria do futebol profissional, decidiu disputar ligas amadoras. Em 2022, atuava no União Nova Orleans.

## Carreira
Atacante pouco conhecido no Brasil, foi revelado pelo Coritiba em 1994 onde jogou nas categorias de base até 1996 e virou profissional, permanecendo 3 anos jogando em times profissionais no Brasil, com passagem pelo Malutron. Logo em seguida foi jogar no México, onde permaneceu 6 anos e passagens por clubes como América do México, Dep. Irapuato, San Luis. Mais tarde foi contratado pelo AC Ajaccio da França, onde jogou por 3 anos e teve breve passagem pelo Vasco e Portuguesa. Marcelo é ex-marido de Maíra Cardi, participante do Big Brother Brasil 9.
Em 2009 regressou ao futebol do Brasil para jogar no Fortaleza e em 2010 foi para o futebol iraniano, onde jogou no Paykan FC. Na temporada 2010/2011, foi contratado para jogar no grego Ionikos FC.